# Galli (Familienname)
Galli ist ein italienischer, französischer und deutscher Familienname.

## Künstlername
- Galli (Künstlerin) (Anna-Gabriele Müller; * 1944), deutsche Malerin

## Familienname
- Aldo Galli (1906–1981), italienischer Maler
- Alessandro Galli da Bibiena (1686–1748), italienischer Architekt
- Alfredo Galli, italienischer Sportschütze
- Amelita Galli-Curci (1882–1963), italienische Sängerin (Sopran)
- Angelo Galli (1912–2000), italienischer Fußballspieler
- Anna Arfelli Galli (1933–2019), italienische Psychologin
- Antonio Galli (Bildhauer) (1812–1861), italienischer Bildhauer
- Antonio Galli (Politiker) (1883–1942), Schweizer Lehrer, Lokalhistoriker, Forscher, Publizist, Politiker und Staatsrat
- Antonio Galli da Bibiena (1697/1698–1774), italienischer Maler und Architekt
- Antonio Andrea Galli (1697–1767), italienischer Geistlicher und Kardinal der Römischen Kirche
- Antonio Maria Galli (1553–1620), italienischer römisch-katholischer Kardinal und Bischof
- Aurelio Galli (1866–1929), italienischer Kurienkardinal
- Aurora Galli (* 1996), italienische Fußballspielerin
- Brenno Galli (1910–1978), Schweizer Offizier
- Bruno Galli-Valerio (1867–1943), italienischer Mikrobiologe
- Carlo Galli (Diplomat) (1878–1966), italienischer Diplomat
- Carlo Galli (Fußballspieler) (* 1931), italienischer Fußballspieler
- Carlo Galli da Bibiena (1728–1787), italienischer Theatermaler
- Caterina Galli (um 1723–1804), italienisch-englische Opern- und Oratoriensängerin (Mezzosopran)
- Célestine Galli-Marié (1840–1905), französische Mezzosopranistin
- Chiara von Galli (* 1994), deutsche Schauspielerin
- Claudia Galli (* 1978), schwedische Schauspielerin
- Claudio Galli (* 1965), italienischer Volleyballspieler
- Costantino Galli (1825–1888), italienischer Architekt in Faenza
- Dina Galli (1877–1951), italienische Schauspielerin
- Domenico Galli (Komponist) (1649–1697), italienischer Komponist
- Domenico Galli (1791–1856), Schweizer Notar, Politiker, Tessiner Grossrat, Staatsrat und Ständerat
- Elias Galli (* 1650), deutscher Maler
- Fabio Galli (* 1969), italienischer Beachvolleyballspieler
- Ferdinando Galli da Bibiena (1656–1743), italienischer Architekt und Bühnenbildner
- Filippo Galli (Sänger) (1783–1853), italienischer Sänger (Bass)
- Filippo Galli (Fußballspieler) (* 1963), italienischer Fußballspieler und -trainer
- Francesca Galli (* 1960), italienische Radrennfahrerin
- Francesco Galli da Bibiena (1659–1739), italienischer Architekt
- Franz Galli (1839–1917), deutscher Reichsrichter
- Franz San-Galli (1824–1908), preußisch-russischer Unternehmer
- Gemma Galli (* 1996), italienische Synchronschwimmerin
- Gigi Galli (* 1973), italienischer Rallyefahrer
- Giorgio Galli (1928–2020), italienischer Politikwissenschaftler
- Giovanni Galli (Ingenieur) (1853–1920), Schweizer Ingenieur und Politiker
- Giovanni Galli (* 1958), italienischer Fußballspieler
- Giovanni Antonio Galli († 1652), italienischer Maler
- Giovanni Maria Galli da Bibiena (1618–1665), italienischer Maler
- Giulia Galli, US-amerikanische Physikerin und Materialwissenschaftlerin
- Giuseppe Galli (1933–2016), italienischer Psychologe
- Giuseppe Galli da Bibiena (1696–1757), italienischer Bühnenbildner und Maler
- Ida Galli (Evelyn Stewart; * 1942), italienische Schauspielerin
- James Galli (1923–2005), französischer Boxer
- Johannes Galli (Metallurg) (1856–1927), deutscher Metallurg und Hochschullehrer
- Johannes Galli (Schauspieler) (* 1952), deutscher Schauspieler und Autor
- Jole Galli (* 1995), italienische Skirennläuferin und Freestyle-Skierin
- Lina Galli (1899–1993), italienische Schriftstellerin
- Marco Galli, alternativer Name für Marco Gallio (1619–1683), italienischer Kardinal
- Marco Galli (Mathematiker) (1645–1700), italienischer Mathematiker
- Marco Galli (Wasserballspieler) (1957–1988), italienischer Wasserballspieler
- Marco Galli (DJ) (* 1959), italienischer Discjockey und Radiomoderator
- Marco Galli (Schauspieler) (* 1965), italienischer Schauspieler
- Marco Galli (Karikaturist) (* 1971), italienischer Karikaturist und Maler
- Mario von Galli (1904–1987), österreichischer Theologe, Priester und Publizist
- Maurizio Galli (1936–2008), italienischer Geistlicher, Bischof von Fidenza
- Max Galli (* 1952), deutscher Fotograf
- Medardo Galli (1907–1985), italienischer Ruderer
- Nanni Galli (Giovanni Giuseppe Gilberto Galli; 1940–2019), italienischer Formel-1-Rennfahrer
- Niccolò Galli (1983–2001), italienischer Fußballspieler
- Pippa Galli (* 1985), österreichische Schauspielerin
- Roberto Galli (* 1973), italienischer Turner
- Rodja Galli (* 1979), Schweizer Illustrator, visueller Gestalter und Künstler
- Rosina Galli (Tänzerin) (1896–1940), italienische Tänzerin und Choreografin
- Rosina Galli (Schauspielerin) (1906–1969), italienische Schauspielerin
- Rudy Galli (* 1983), italienischer Snowboarder
- Sandro Galli (* 1984), Schweizer Trainer und Kanute
- Simone Galli (* 1978), italienischer Freestyle-Skier
- Ueli Galli (1589–1653), Anführer im Schweizer Bauernkrieg
- Thomas Galli (* 1973), Jurist und Autor
- Wolfgang Alexander Thomas-San-Galli (1874–1918), deutscher Musikwissenschaftler, Bratschist und Musikschriftsteller
- Yuri Galli (* 1994), uruguayischer Fußballspieler